# Bell X-16
Die Bell X-16 war ein projektiertes Strahlflugzeug, das von den USA in den 1950er Jahren als Höhenaufklärer eingesetzt werden sollte. Eine Attrappe wurde von Bell gebaut, aber das Projekt zugunsten der Martin RB-57 aufgegeben, noch bevor eine einzige X-16 fertiggestellt wurde. Die Bezeichnung X-16 war eine Tarnbezeichnung, mit der man die wahre Natur dieses Flugzeugs während des Kalten Krieges vor der Sowjetunion verbergen wollte.

## Entwicklung
In der zweiten Hälfte des Jahres 1953 entwickelten Fairchild, Bell, und Martin Aircraft Entwurfsstudien für einen Höhenaufklärer der US Air Force. Alle drei Konstruktionen verwendeten Triebwerke vom Typ Pratt & Whitney J57-P19. Die Konstruktionen von Bell (X-16) und Martin (B-57D) wurden für eine Weiterentwicklung ausgewählt. 1956 wurde das X-16-Projekt von der Air Force jedoch wieder gestrichen. Bis dahin hatte man eine Attrappe fertiggestellt und von ursprünglich 28 bestellten Flugzeugen nur eines zu etwa 80 % gebaut. Die X-16 betrat mit ihrer konstruktiven Auslegung neuen Boden. Ihre Tragflächen wiesen eine große Spannweite und eine hohe Streckung auf. Sie waren deutlich leichter und flexibler als alle anderen zu dieser Zeit vorhandenen. Das ganze Flugzeug wurde so leicht wie möglich gebaut, um ohne aufzutanken eine Strecke von 3.000 Meilen (4.828 km) in 70.000 Fuß (21.336 m) Höhe bewältigen zu können.
Obwohl die X-16 nie fertiggestellt wurde, hatte sie mit ihrer Leichtbauweise Auswirkungen auf die Entwicklung der Flugzeugkonstruktion. Sie war auch die Triebfeder für die Entwicklung des J57-Höhentriebwerks, das später unter anderem die U-2 antrieb.

## Technische Daten (geplant)
| Kenngröße                | Daten                                                |
| ------------------------ | ---------------------------------------------------- |
| Besatzung                | 1                                                    |
| Länge                    | 18,55 m                                              |
| Spannweite               | 35 m                                                 |
| Höhe                     | 5,20 m                                               |
| Flügelfläche             | 102,19 m²                                            |
| Leermasse                | 10.582 kg                                            |
| Startmasse               | 16.420 kg                                            |
| Flächenbelastung         | 160 kg/m²                                            |
| Schub/Gewicht-Verhältnis | 1:0,55                                               |
| Höchstgeschwindigkeit    | 885 km/h                                             |
| Dienstgipfelhöhe         | 21.900 m                                             |
| Reichweite               | 5.310 km                                             |
| Triebwerke               | 2 × Pratt & Whitney J57-PW-37A mit je 20,11 kN Schub |